# Zooma
Zooma je první sólové studiové album Johna Paula Jonese. Album vyšlo v září 1999 pod značkou Discipline Global Mobile.

## Seznam skladeb
| Pořadí         | Název                                                | Délka |
| -------------- | ---------------------------------------------------- | ----- |
| 1.             | Zooma                                                | 5:52  |
| 2.             | Grind                                                | 5:20  |
| 3.             | The Smile of Your Shadow                             | 5:50  |
| 4.             | Goose                                                | 4:58  |
| 5.             | Bass 'N' Drums                                       | 2:32  |
| 6.             | B. Fingers                                           | 5:26  |
| 7.             | Snake Eyes                                           | 7:32  |
| 8.             | Nosumi Blues                                         | 5:48  |
| 9.             | Tidal                                                | 4:20  |
| 10.            | Fanfare for the Millennium (bonus na japonské verzi) | 1:02  |
| Celková délka: | Celková délka:                                       | 47:42 |

## Obsazení
- John Paul Jones – basová kytara, kontrabas, klávesy, kytary, elektrická mandola
- Pete Thomas – bicí, perkuse
- Paul Leary – sólová kytara
- Trey Gunn – rytmická kytara, Warr guitar
- Denny Fongheiser – djembe, bicí